# Don Broco
Don Broco — британський рок-гурт, створений у Бедфорді, Велика Британія у 2008 році. Гурт складається з Роба Даміані (головний вокал), Саймона Делані (гітара), Тома Дойла (бас і програмування) і Метта Доннеллі (ударні, головний і бек-вокал). Гурт випустив чотири студійні альбоми, включно з Priorities (2012), Automatic (2015) і Technology (2018). Їхній останній альбом Amazing Things (2021) став першим альбомом, який посів перше місце в чартах альбомів Великої Британії.

## Історія

### Становлення (2008—2010)
Походження гурту сягає університетських часів учасників, під час відвідування Bedford Modern School, де вони відіграли свої перші концерти. Після навчання в Ноттінгемському університеті вони вирішили стати гуртом.
Спочатку гурт мав багато різних назв, зокрема «Summer fall» і «Club Sex». Однією з ідей групи був «Don Loco», який був змінений на Don Broco після того, як гітарист Саймон Делані зламав зап'ястя під час інциденту на футболі.
Вони вперше гастролювали Англією в листопаді 2008 року, граючи в таких місцях, як Лідс, Бірмінгем, Манчестер, Свіндон, Вотфорд і графство Дарем.
Вони з'явилися на фкстивалі Camden Crawl and Download у 2009 році, а також підтримали Enter Shikari на короткому шоу в травні 2009 року.
Don Broco також грав на фестивалі Underage Festival у парку Вікторія в Лондоні у 2009 та 2010 роках. Вони грали на фестивалі Sonisphere 2010 на сцені Red Bull Bedroom Jam. Потім гурт продовжував виступати разом Enter Shikari на обох їхніх різдвяних вечірках у Hatfield Forum у грудні 2010 року. У вересні 2010 року Don Broco також грав на місцевому фестивалі під назвою Amersham Summer Festival.

### Big Fat Smile(2011)
У січні 2011 року вони випустили відео «Beautiful Morning», режисером якого став Лоуренс Гарді. Наступного місяця вони випустили «Beautiful Morning» як сингл. Вони випустили свій EP Big Fat Smile 14 лютого 2011 року. Він був спродюсований та спродюсований Меттом О'Грейді та зведений Джоном Мітчеллом.
Don Broco разом із Lower than Atlantis і Veara підтримували We Are The Ocean під час туру в квітні-травні 2011 року. У травні 2011 року гурт завершив третій тур Великою Британією за підтримки Burn The Fleet. Ця серія шоу включала шоу на фестивалі Alternative Escape Festival в Брайтоні, з Deaf Havana та на фестивалі Hub у Ліверпулі, а також виступи на фестивалях Slam Dunk Festival North and South. 
Протягом літа 2011 року Don Broco грав на кількох британських фестивалях, включаючи Download Festival, Sonisphere Festival, Hevy Festival, Liverpool Sound City, Slam Dunk Festival, The Great Escape Festival. а також на фестивалях у Редінгу та Лідсі на сцені BBC Introducing, на яку вони були висунуті програмою BBC Introducing, яка охоплює район Бедфорда, звідки родом гурт.
У серпні 2011 року було випущено супровідне відео до пісні B-Side «We Are On Holiday» із синглу «Dreamboy». Сингл було доступно для завантаження на iTunes 22 серпня 2011 року. 

### Prioritiesта відхід Рейнера та Плейфорда (2012—2013)
Don Broco підтримував Four Year Strong у їхньому турі Великою Британією в січні та лютому 2012 року. Протягом цього часу, до виходу дебютного альбому, Даррен Плейфорд і Люк Рейнер покинули гурт через проблеми з зобов'язаннями та різні інтереси. Гурт грав на фестивалях Hit the Deck у Брістолі та Ноттінгемі, на фестивалі Great Escape у Брайтоні, на фестивалях Slam Dunk у Лідсі, Хартфордширі та Кардіффі та Redfest 2012. Don Broco збирався підтримати Futures у квітні 2012 року, але їх тур був перенесений на липень 2012 року. 
23 березня 2012 року гурт оголосив про підписання угоди з Search and Destroy Records, новим підприємством між Raw Power Management і Sony Music. Перший сингл гурту «Priorities» з однойменного дебютного альбому був випущений 20 травня, а альбом вийшов 13 серпня. Новим басистом колективу став Том Дойл. У квітні гурт виступав на підтримку You Me At Six у Дубліні та Белфасті під час їхнього туру Великою Британією в Ірландією. Гурт замінив проєкт підтримки, який спочатку складався з Kids In Glass Houses, The Skints і Mayday Parade, однак ірландську частину було перенесено після того, як Джош Франческі захворів на тонзиліт. Гурт разом із Marmozets підтримував The Used під час туру Великою Британією у квітні та травні. 
Гурт випустив другий сингл із Priorities під назвою «Actors», який вийшов у той самий день, що й дебютний альбом Don Broco, 13 серпня 2012 року.
20 вересня стало відомо, що «Hold On» став третім синглом з альбому, і незабаром після того, як восени 2012 року вони виступили на підтримку Lower Than Atlantis разом із The Dangerous Summer і Gnarwolves, після чого відбувся їхній перший європейський тур на підтримку Young Guns у супроводі Your Demise в жовтні 2012 року.
У лютому 2013 року вони розпочали свій перший хедлайн-тур Сполученим Королівством, який тривав з лютого по квітень. На дати з лютого по березень вони взяли Мелорі Нокс і Hey Vanity як підтримку. 3 лютого було оголошено, що всі дати лютневої частини туру розпродані. Для квітневих дат Pure Love і Decade були допоміжними групами. 
30 березня 2013 року Don Broco виступив хедлайнером на фестивалі Радсток, Ліверпуль, в O2 Academy Liverpool. На вихідних 23–25 серпня 2013 року Don Broco виступав на головній сцені фестивалів у Редінгу та Лідсі. Гурт завершив 2013 рік, випустивши свою нову пісню «You Wanna Know» як окремий сингл, який також вийшов у вигляді міні-альбому з різними реміксованими версіями пісні. 

### Automaticта співпраця SharpTone Records (2014—2016)
Don Broco заявив, що більшу частину 2014 року буде зосереджено на написанні матеріалу для нового альбому, і що вони виступлять хедлайнерами туру після його випуску. Було оголошено, що гурт виступатиме на підтримку британського гурту You Me at Six під час їх туру Великою Британією в березні та квітні 2014 року разом із гуртом Young Kato.
Наприкінці серпня 2014 року було оголошено, що Don Broco стане хедлайнером Kerrang! турне в лютому, коли вони гастролюватимуть Великою Британією за підтримки поп-рок-гурту We Are the In Crowd і металкор-гуртів Bury Tomorrow і Beartooth.
23 листопада 2014 року відбулася прем'єра першого синглу з нового альбому під назвою «Money Power Fame» у програмі «Рок-шоу» BBC Radio 1. Другий сингл «Fire» транслювався онлайн 26 січня 2015 року. 7 квітня 2015 року гурт випустив третю пісню з нового альбому під назвою «What You Do to Me», за якою пішли кліпи на треки «Automatic» і «Superlove» відповідно.
Automatic було випущено 7 серпня 2015 року Він доступний у стандартній і делюкс-версії; остання включає стандартні десять треків, а також чотири бонусні треки, два з яких раніше випущені пісні «Money Power Fame» і «You Wanna Know».
У квітні 2016 року вони підтримували Bring Me the Horizon під час європейської частини їхнього туру, а також 5 Seconds of Summer між 15 квітня 2016 року та 8 червня 2016 року під час їхнього світового туру Sounds Live Feels Live.
24 червня 2016 року гурт офіційно підписав контракт із SharpTone Records, лейблом, співзасновниками якого були Шон Кіт і генеральний директор Nuclear Blast Маркус Стайгер.

### Technologyта «Action» (2017—2019)

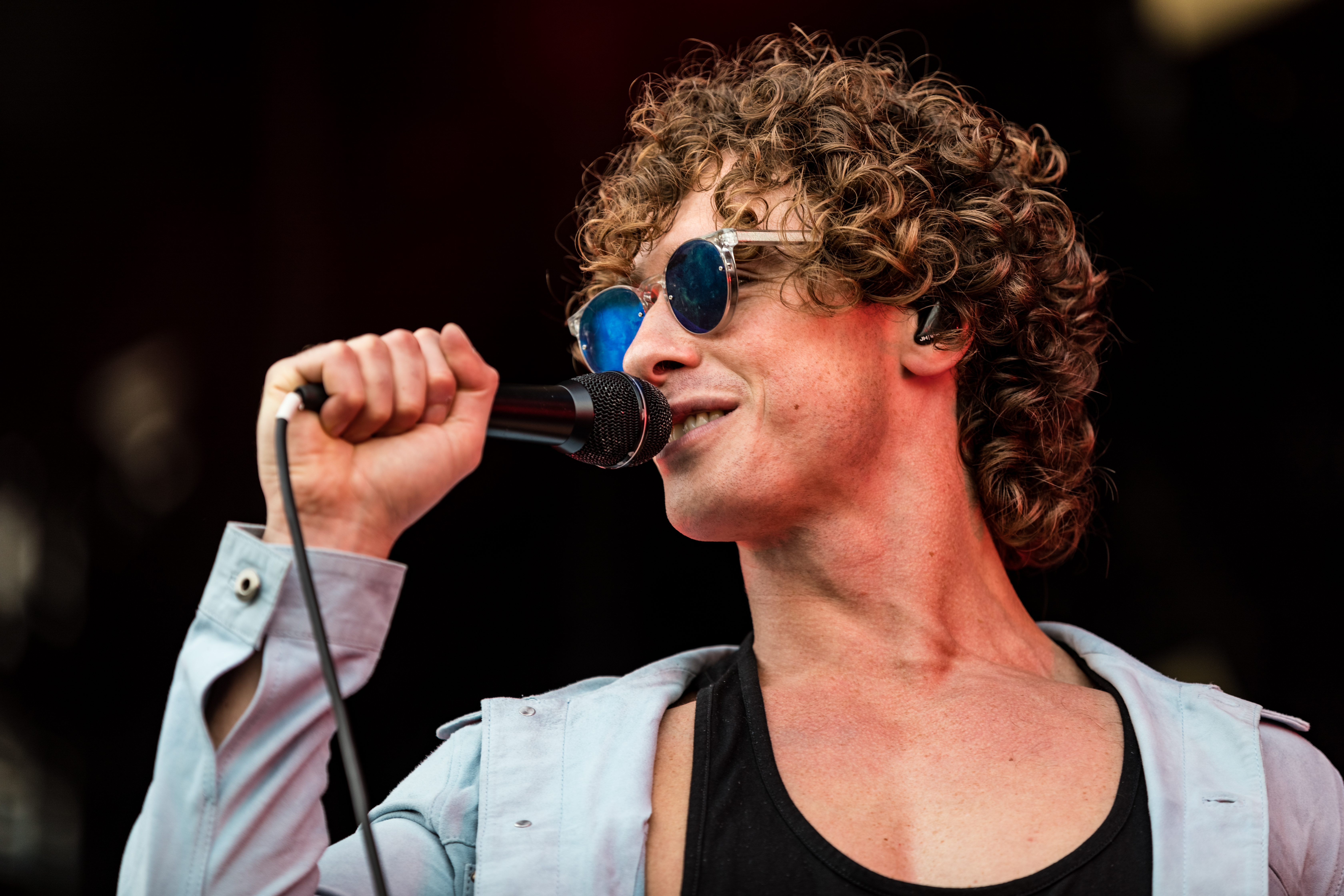
Don Broco (Роб Даміані) — Rock am Ring 2018

Don Broco випустив сингл «Everybody» 16 липня 2016 року разом із супровідним музичним кліпом.
21 жовтня 2016 року SharpTone Records завантажили кліп Don Broco на пісню «You Wanna Know» 2013 року на свій канал YouTube. Також було оголошено, що Don Broco перевипустить Automatic у Сполучених Штатах 11 листопада 2016 року на SharpTone Records. Лейбл завантажив відео на «Money Power Fame», «Superlove» та «Automatic» на свій канал YouTube до релізу.
Don Broco випустив п'ять синглів для свого третього альбому Technology: «Pretty», «Technology», «Stay Ignorant», «T-Shirt Song» і «Come Out to LA». У листопаді 2017 року гурт виступив перед повним залом у лондонському залі Alexandra Palace, що стало їх найбільшим концертом. Technology було випущено 2 лютого 2018 року на SharpTone Records.
У жовтні-листопаді 2016 року Don Broco виступав на розігріві для рок-метал-гурту Bring Me the Horizon у їхньому турі Великою Британією, виступаючи на таких аренах, як The O2 Arena. У 2018 році Don Broco був одним із гуртів підтримки північноамериканського та європейського туру Our Last Night. Вони також гастролювали з Майком Шінодою з Linkin Park на підтримку його альбому Post Traumatic.
Гурт був номінований як «Найкращий британський концертний виступ» на Kerrang! Нагороди.
6 вересня 2019 року колектив випустив окремий сингл «Action». Було випущено дві версії цього синглу: в одній брали участь виключно вокалісти Don Broco Роб Даміані та Метт Доннеллі, а в другій — Калеб Шомо (Beartooth), Тайлер Картер (Isues), Така Моріучі (One Ok Rock) і Тіліан Пірсон (Dance Gavin Dance). Кліп на пісню «Action» отримав нагороду за найкраще музичне відео від Heavy Music Awards.

### Amazing Things(2020–тепер)

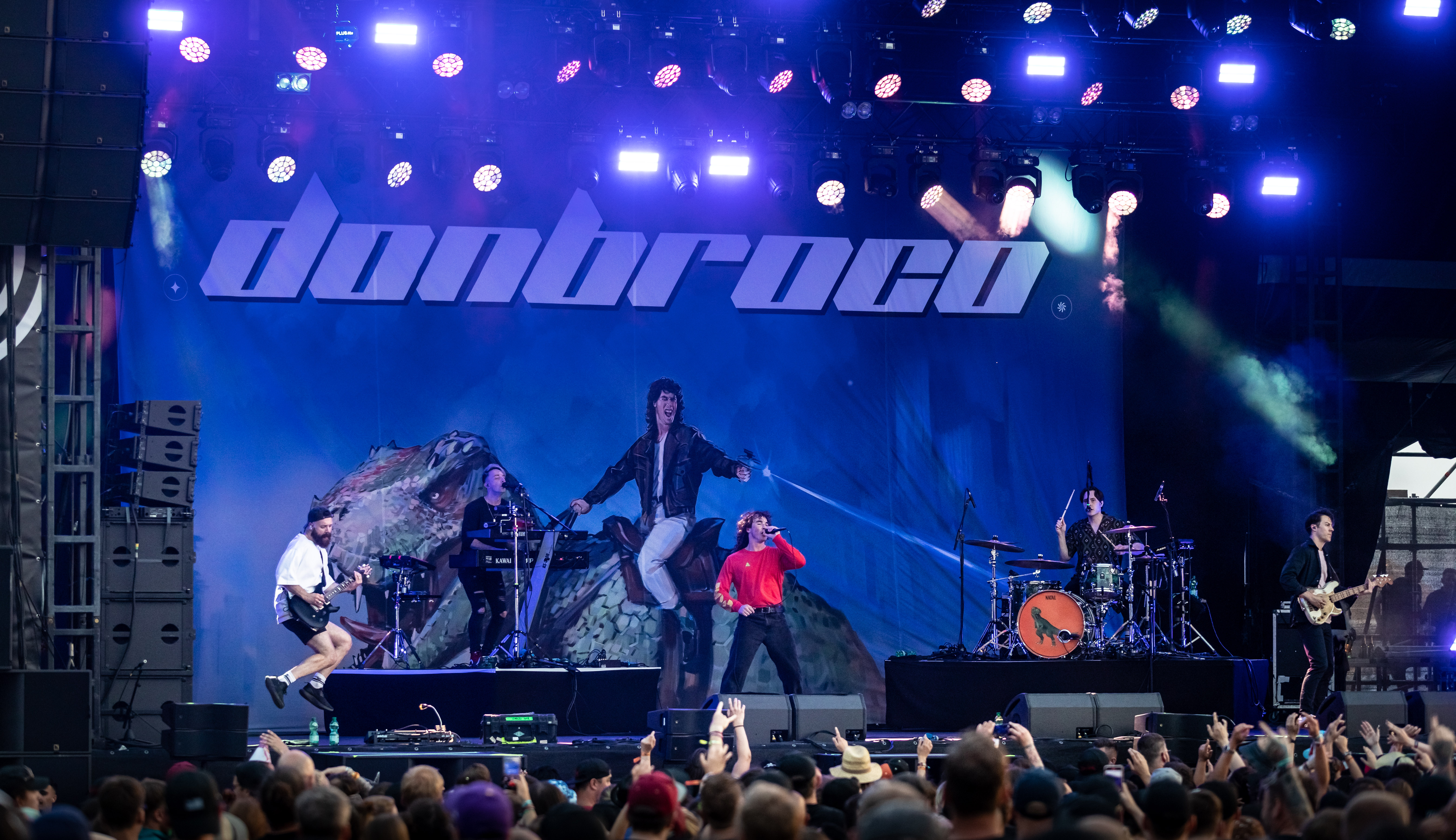
Don Broco — Rock am Ring 2022

Дон Броко почав писати новий матеріал для свого четвертого студійного альбому на початку 2020 року і розпочав запис у грудні 2020 року Вони випустили серію студійних оновлень через YouTube перед випуском першого синглу «Manchester Super Reds No.1 Fan» на Future Sounds Annie Mac і супровідного музичного відео 13 травня 2021 року. Анонс альбому Amazing Things відбувся наступного дня разом із туром Великою Британією, який відбувся у жовтні–листопаді 2021 року Другий сингл «Gumshield» був випущений 8 липня 2021 року з музичним відео за участю боксера Дейва Аллена.
Гурт виступив хедлайнером на фестивалі Slam Dunk у Лідсі та Гетфілді у вересні 2021 року, а також випустив невелику серію концертів для розігріву напередодні фестивалю. Альбом був випущений на стрімінгових платформах 22 жовтня 2021 року, спочатку досягши 91 позиції в UK Album Charts. Фізичний випуск довелося відкласти через глобальний дефіцит вінілу до 28 січня 2022 року. Під час підготовки до фізичного випуску альбому Don Broco дав низку малих концертів у невеликих закладах Великої Британії, щоб підштовхнути фізичні продажі Amazing Things. 21 березня 2022 року група виступала в Iconic Royal Albert Hall у Лондоні на підтримку Teenage Cancer Trust, у цьому виступі звучали живий оркестр і хор, що раніше гурт робив лише зі студійною версією Orchestral синглу «One». Справжній принц'.
У квітні 2022 року Don Broco випустив сингл «Fingernails» 25-го числа місяця, щоб допомогти просувати свій UK Arena Tour 2023, який було оголошено того ж дня, за підтримки Papa Roach і Dance Gavin Dance.

## Музичний стиль
В основному класифікований як альтернативний рок, стиль гурту також був описаний рецензентами як поп-рок і пост-хардкор; AltSounds перевірили їхній дебютний альбом «Priorities» на наявність елементів усіх трьох жанрів. AlreadyHeard висловився, що альбом був переважно альтернативним роком, але похвалив діапазон різних настроїв альбому, починаючи від енергійних до «зухвалих» пісень. Огляд від Virtual Festivals розглядав виступ гурту на фестивалі в Лідсі в 2013 році та проголошував, що зміни в музичному стилі гурту порівняно з їх попередньою музикою, як-от міні-альбомів Living the Dream і Thug Workout, були суттєвими. Вони стверджували, що через це деякі члени їх аудиторії були незадоволені і що новий матеріал був притуплений повільнішим темпом і ліричним стилем «любовного листа».
RocksFreaks.Net назвали EP Thug Workout наполовину сумішшю ню-металу та пост-хардкору завдяки суміші куплетів із напіврепом і криками та пов'язали їх звук із звуком A Day to Remember. Рецензії на третій міні-альбом Big Fat Smile назвали його, перш за все, загальним рок-альбомом з елементами рок-попу. Rocksound назвав альбом «хорошим поєднанням британських рокових рифів, саркастичної лірики та веселого поп-чуття». з Alter the Press! також підтверджуючи це твердження, ставлячи їх разом із багатьма іншими «британськими рок-персонами 2011 року».
На другому альбомі Automatic гурт змінив звучання на попсове з елементами фанку та нової хвилі. Третій альбом Technology зазнав ще одну зміну з «набагато більш роковим звуком», але все ще з деякими елементами синтезатора. Рецензії на їхній четвертий альбом Amazing Things показують зміну суміші ню-металу, реп-металу та пост-хардкору, більш схожого на попередні міні-альбоми.

## Члени
| Поточні - Роб Даміані — основний вокал (2008–) - Саймон Делані — гітара (2008–) - Метт Доннеллі — ударні, основний та бек-вокал (2008–) - Том Дойл — бас-гітара, програмування (2012–) | Під час турів - Адам Марк — клавішні, бек-вокал, електроніка (2014–) Колишні - Люк Райнер — бас-гітара (2008—2011) - Даррен Плейфорд — перкусія, бек-вокал (2008—2011) |

## Дискографія
| Назва          | Деталі альбому                                                                                     | Пікові позиції у чартах | Сертифікати   |
| Назва          | Деталі альбому                                                                                     | Велика Британія         | Сертифікати   |
| -------------- | -------------------------------------------------------------------------------------------------- | ----------------------- | ------------- |
| Priorities     | - Випущено: 13 серпня 2012 р - Лейбл: Sony - Формати: цифрове завантаження                         | 25                      |               |
| Automatic      | - Випущено: 7 серпня 2015 р - Лейбл: Епік - Формати: CD, цифрове завантаження                      | 6                       | - BPI: срібло |
| Technology     | - Випущено: 2 лютого 2018 р - Лейбл: SharpTone - Формати: CD, цифрове завантаження, вініл          | 5                       | - BPI: срібло |
| Amazing Things | - Випущено: 22 жовтня 2021 р - Лейбл: SharpTone - Формати: касета, CD, цифрове завантаження, вініл | 1                       |               |

### Extended plays
| Назва            | Деталі EP                                                                       |
| ---------------- | ------------------------------------------------------------------------------- |
| Living the Dream | - Рік випуску: 2008 - Лейбл: EmuBands - Формат: цифрове завантаження            |
| Thug Workout     | - Випущено: 4 листопада 2008 р - Лейбл: EmuBands - Формат: цифрове завантаження |
| Big Fat Smile    | - Випущено: 14 лютого 2011 р - Лейбл: EmuBands - Формат: цифрове завантаження   |
| You Wanna Know   | - Випущено: 4 жовтня 2013 р - Лейбл: Sony Music - Формат: цифрове завантаження  |

### Сингли
| «Beautiful Morning»                                                | 2011 рік | —  | —  | Big Fat Smile        |
| «Dreamboy»                                                         | 2011 рік | —  | —  | Big Fat Smile        |
| «Priorities»                                                       | 2012 рік | —  | —  | Priorities           |
| «Hold On»                                                          | 2012 рік | —  | —  | Priorities           |
| «Whole Truth»                                                      | 2013 рік | —  | —  | Priorities           |
| «You Wanna Know»                                                   | 2013 рік | 39 | 1  | You Wanna Know EP    |
| «Automatic»                                                        | 2015 рік | —  | 16 | Automatic            |
| «Superlove»                                                        | 2015 рік | —  | 19 | Automatic            |
| «Everybody»                                                        | 2016 рік | —  | 25 | Technology           |
| «Pretty»                                                           | 2017 рік | —  | 23 | Technology           |
| «Technology»                                                       | 2017 рік | —  | 28 | Technology           |
| «Stay Ignorant»                                                    | 2017 рік | —  | —  | Technology           |
| «T-Shirt Song»"                                                    | 2017 рік | —  | 31 | Technology           |
| «Come Out to LA»                                                   | 2017 рік | —  | —  | Technology           |
| «Greatness»                                                        | 2018 рік | —  | —  | Technology           |
| «Half Man Half God»                                                | 2019 рік | —  | —  | Сингли поза альбомом |
| «Action»                                                           | 2019 рік | —  | —  | Сингли поза альбомом |
| «Manchester Super Reds No.1 Fan»                                   | 2021 рік | —  | —  | Amazing Things       |
| «Gumshield»                                                        | 2021 рік | —  | —  | Amazing Things       |
| «One True Prince»                                                  | 2021 рік | —  | —  | Amazing Things       |
| «Fingernails»                                                      | 2022 рік | —  | —  | Позаальбомний сингл  |
| «—» позначає сингл, який не потрапив у чарти або не був випущений. |          |    |    |                      |

### Музичні кліпи
| рік  | Пісня                            | Альбом            | Директор         | Тип                     | Посилання |
| ---- | -------------------------------- | ----------------- | ---------------- | ----------------------- | --------- |
| 2009 | «Thug Workout»                   | Thug Workout      | Don Broco        | Performance             |           |
| 2010 | «Dreamboy»                       | Big Fat Smile     | Lawrence Hardy   | Narrative               |           |
| 2010 | «Top of the World»               | Big Fat Smile     | Lawrence Hardy   | Narrative               |           |
| 2011 | «Beautiful Morning»              | Big Fat Smile     | Lawrence Hardy   | Narrative               |           |
| 2011 | «We're on Holiday»               | Big Fat Smile     | Lawrence Hardy   | Live footage            |           |
| 2012 | «Priorities»                     | Priorities        | Don Broco        | Narrative               |           |
| 2012 | «Actors»                         | Priorities        | Don Broco        | Performance             |           |
| 2012 | «Hold On»                        | Priorities        | Don Broco        | Performance             |           |
| 2012 | «Fancy Dress»                    | Priorities        | Don Broco        | Live Footage            |           |
| 2013 | «Whole Truth»                    | Priorities        | Don Broco        | Narrative               |           |
| 2013 | «You Wanna Know»                 | You Wanna Know EP | Don Broco        | Performance             |           |
| 2014 | «Money Power Fame»               | Automatic         | Don Broco        | Performance             |           |
| 2015 | «Automatic»                      | Automatic         | Don Broco        | Narrative               |           |
| 2015 | «Superlove»                      | Automatic         | Don Broco        | Narrative               |           |
| 2015 | «Nerve»                          | Automatic         | Don Broco        | Narrative               |           |
| 2016 | «Everybody»                      | Technology        | Dominar Films    | Narrative               |           |
| 2017 | «Pretty»                         | Technology        | Dominar Films    | Narrative               |           |
| 2017 | «Technology»                     | Technology        | Dominar Films    | Narrative               |           |
| 2017 | «Stay Ignorant»                  | Technology        | Dominar Films    | Live footage            |           |
| 2017 | «T-Shirt Song»                   | Technology        | Dominar Films    | Performance             |           |
| 2017 | «Come Out to LA»                 | Technology        | Dominar Films    | Narrative               |           |
| 2018 | «Greatness»                      | Technology        | Dominar Films    | Narrative               |           |
| 2019 | «Half Man Half God»              | non-album single  | A-Sidefilms      | Live Footage, Narrative |           |
| 2019 | «Action»                         | non-album single  | Benjamin Roberds | Narrative               |           |
| 2021 | «Manchester Super Reds No.1 Fan» | Amazing Things    | Do Not Entry     | Narrative               |           |
| 2021 | «Gumshield»                      | Amazing Things    | Do Not Entry     | Narrative               |           |
| 2021 | «One True Prince»                | Amazing Things    | Blindeye Films   | Narrative               |           |
| 2021 | «Uber»                           | Amazing Things    | Blindeye Films   | Performance             |           |
| 2021 | «Endorphins»                     | Amazing Things    | Wanderland Films | Narrative               |           |
| 2021 | «Bruce Willis»                   | Amazing Things    | Sean Barrett     | Narrative               |           |
| 2022 | «Fingernails»                    | Non-album single  | Harry Lindley    | Narrative               |           |